# Igor Julio
Igor Julio dos Santos de Paulo (* 7. února 1998), známý jako Igor Julio nebo jednoduše Igor, je brazilský profesionální fotbalista, který hraje na pozici středního obránce za anglický klub Brighton & Hove Albion FC.

## Klubová kariéra
Igor Julio se narodil ve městě Bom Sucesso ve státě Minas Gerais a jako mladík přestoupil z klubu Portuguesa Santista do mládežnického týmu Red Bull Brasil. V červenci 2016, poté co ohromil v týmu do 20 let, odešel do zahraničí a připojil se k rakouskému prvoligovému klubu FC Red Bull Salzburg, kde byl zprvu přidělen do rezervního týmu.
Igor si odbyl svůj profesionální debut za Liefering 22. července 2016, když nastoupil při domácím vítězství 1:0 v 2. Lize nad SV Horn. Poté, co se stal pravidelným členem základní sestavy, debutoval v prvním týmu 28. května, když odehrál celých 90 minut při domácím vítězství 1:0 nad SC Rheindorf Altach.
Igor byl 26. května 2017 povýšen do hlavního týmu Red Bull Salzburg, ale nadále se objevoval převážně v B-týmu. Dne 7. ledna 2018 odešel na půlroční hostování do klubu Wolfsberger AC.
Dne 2. července 2018 přestoupil Igor do Austrie Vídeň, na roční hostování.
Dne 26. června 2019 podepsal Igor smlouvu s italským klubem S.P.A.L. do roku 2023.
Dne 31. ledna 2020 se Igor připojil k Fiorentině na dvouleté hostování s povinnou opcí na odkup.
Dne 26. července 2023 oznámil anglický klub Brighton & Hove Albion podpis čtyřleté smlouvy s Igorem za údajnou částku 17 milionů eur. Igor debutoval za Brighton 8. října 2023, kdy odehrál šedesát tři minut při domácí remíze 2:2 s Liverpoolem v Premier League.

## Statistiky

### Klubové
Platí k zápasu hranému 25. května 2025.
| Klub                       | Sezóna            | Liga                | Liga   | Liga | Národní pohár | Národní pohár | Ligový pohár | Ligový pohár | Kontinentální | Kontinentální | Celkově | Celkově |
| Klub                       | Sezóna            | Soutěž              | Zápasy | Góly | Zápasy        | Góly          | Zápasy       | Góly         | Zápasy        | Góly          | Zápasy  | Góly    |
| -------------------------- | ----------------- | ------------------- | ------ | ---- | ------------- | ------------- | ------------ | ------------ | ------------- | ------------- | ------- | ------- |
| FC Liefering               | 2016/17           | 2. Liga             | 25     | 0    | —             | —             | —            | —            | —             | —             | 25      | 0       |
| FC Liefering               | 2017/18           | 2. Liga             | 11     | 0    | —             | —             | —            | —            | —             | —             | 11      | 0       |
| FC Liefering               | Celkově           | Celkově             | 36     | 0    | 0             | 0             | 0            | 0            | 0             | 0             | 36      | 0       |
| Red Bull Salzburg          | 2016/17           | Rakouská Bundesliga | 1      | 0    | —             | —             | —            | —            | —             | —             | 1       | 0       |
| Red Bull Salzburg          | 2017/18           | Rakouská Bundesliga | 1      | 0    | 2             | 0             | —            | —            | 0             | 0             | 3       | 0       |
| Red Bull Salzburg          | Celkově           | Celkově             | 2      | 0    | 2             | 0             | 0            | 0            | 0             | 0             | 4       | 0       |
| Wolfsberger AC (hostování) | 2017/18           | Rakouská Bundesliga | 15     | 0    | —             | —             | —            | —            | —             | —             | 15      | 0       |
| Austria Vídeň (hostování)  | 2018/19           | Rakouská Bundesliga | 27     | 0    | 3             | 0             | —            | —            | —             | —             | 30      | 0       |
| S.P.A.L.                   | 2019/20           | Serie A             | 17     | 0    | 3             | 1             | —            | —            | —             | —             | 20      | 1       |
| Fiorentina (hostování)     | 2019/20           | Serie A             | 9      | 0    | 0             | 0             | —            | —            | —             | —             | 9       | 0       |
| Fiorentina (hostování)     | 2020/21           | Serie A             | 21     | 0    | 3             | 0             | —            | —            | —             | —             | 24      | 0       |
| Fiorentina (hostování)     | Celkově           | Celkově             | 30     | 0    | 3             | 0             | 0            | 0            | 0             | 0             | 33      | 0       |
| Fiorentina                 | 2021/22           | Serie A             | 30     | 0    | 5             | 0             | —            | —            | —             | —             | 35      | 0       |
| Fiorentina                 | 2022/23           | Serie A             | 27     | 0    | 3             | 0             | —            | —            | 12            | 0             | 42      | 0       |
| Fiorentina                 | Celkově           | Celkově             | 57     | 0    | 8             | 0             | 0            | 0            | 12            | 0             | 77      | 0       |
| Brighton & Hove Albion     | 2023/24           | Premier League      | 24     | 0    | 2             | 0             | 1            | 0            | 6             | 0             | 33      | 0       |
| Brighton & Hove Albion     | 2024/25           | Premier League      | 13     | 0    | 0             | 0             | 3            | 0            | —             | —             | 16      | 0       |
| Brighton & Hove Albion     | Celkově           | Celkově             | 37     | 0    | 2             | 0             | 4            | 0            | 6             | 0             | 49      | 0       |
| Celkově v kariéře          | Celkově v kariéře | Celkově v kariéře   | 221    | 0    | 21            | 1             | 4            | 0            | 18            | 0             | 264     | 1       |

## Úspěchy
Fiorentina
- Poražený finalista Coppa Italia: 2022/23
- Poražený finalista Konferenční ligy UEFA: 2022/23